# Sayuki
Sayuki (紗幸, født 16. september i Melbourne, opr. Fiona Graham, død 26. januar 2023) var en australsk geisha, der arbejdede i Japan. Hun var også antropolog og producerede og instruerede antropologiske dokumentarprogrammer.
Hun debuterede som geisha i december 2007 i Asakusadistriktet i Tokyo efter et års uddannelse og forberedelser. Pga. sin alder, som hun på geisha-vis ikke oplyser, gik hun uden om den konventionelle scene for lærlinge. (Denne scene kaldes 'maiko' eller 'hangyoku').
Hun erklærede sig selv for den første vestlige geisha i den japanske historie (Den amerikanske Liza Dalby bliver ofte udnævnt til at være den første, men hun hun gennemgik aldrig den officielle uddannelse til at blive geisha).
Sayuki har modtaget undervisning i flere forskellige kunstarter, men den japanske bambusfløjte (yokobue) er hendes hovedfelt.
Sayuki har skrevet Ph.d. og MBA i socialantropologi på Oxford University. Hendes første uddannelser tog hun i psykologi fra Keio University, som den første vestlige kvinde, der blev færdiguddannet derfra.
Sayuki blev geisha som en del af at akademisk projekt, og hun forventede ikke at forblive geisha resten af sit liv.